# François Bréant
Pour les articles homonymes, voir Bréant.
François Bréant, né le 23 septembre 1947 à Rouen, est un claviériste, compositeur, arrangeur, réalisateur et producteur artistique de musique français. 
Il crée ou participe à divers groupes de rock progressif français au début des années 1970, dont NEMO, puis mène une courte carrière solo, accompagne l'ascension de Bernard Lavilliers pendant sept ans, et depuis se consacre essentiellement à la composition à l’arrangement et à la réalisation d'albums pour des artistes français (Enzo Enzo, Kent entre autres) et internationaux (Salif Keita, Sekouba Bambino, etc). Il a également composé et arrangé des musiques de films, de télévision, de courts métrages, d’événementiels.
Dans le livre Les arrangeurs de la chanson française, Serge Elaïk lui consacre la partie François Bréant - De Bernard Lavilliers au malien Salif Keita - Un rêve abouti.

## Biographie

### Débuts
François Bréant nait à Rouen le 23 septembre 1947 d’un père peintre et pianiste (Jean Bréant) et d’une mère costumière de théâtre.
Il fait ses  études musicales de piano et de chant à la Maîtrise Saint-Evode de la cathédrale de Rouen, y chantant tous les dimanches matin le magnifique répertoire sacré de sa maîtrise d’enfants.
Désirant devenir graphiste et illustrateur, il étudie à l’École des beaux-arts de Rouen.
Ne rêvant que de musique noire américaine, il est engagé pendant tout l’été 1965 dans un club de jazz à Saint-Cast, où il fait le bœuf tous les soirs avec Manu Dibango alors inconnu.
Durant l'été 1967, c’est en tant que clavier du groupe local « Beatsounds » qu’il joue tous les soirs A Whiter Shade of Pale de Procol Harum au casino de Saint-Valery-en-Caux.
En septembre, il s’installe à Paris où il intègre l’École nationale supérieure des arts décoratifs de la rue d'Ulm.
En tant qu'organiste vibraphoniste et chanteur, il rentre dans le groupe Cruciférius ,, (avec Bernard Paganotti à la basse et au chant, Marc Perru à la guitare et au chant, et à la batterie Christian Vander, très vite remplacé par Patrick Jean).
Cruciferius mélangeait sans crainte « rhythm and blues » et psychédélisme tendance Vanilla Fudge/ Sly Stone. Le groupe réalise une première tournée à travers la France en grève générale (Mai 1968) comme accompagnateur de Ronnie Bird.
En 1969, Cruciferius fait la première partie de Vanilla Fudge à l’Olympia, va jouer pendant 3 mois dans un club de Tokyo, et en octobre se produit au festival d’Amougies en Belgique aux côtés entre autres de Pink Floyd, Yes, Frank Zappa et Ten Years After. Après avoir produit un 45 tours et un album, le groupe se sépare en 1970.
François Bréant crée alors le collectif Kapak avec Patrice Tison (guitare, chant), Pascal Arroyo (Basse, chant) et Albert Marcoeur (batterie, chant),. Kapak est un laboratoire musical permanent mélangeant sans vergogne tous les styles de musique que ces musiciens admiraient depuis toujours : jazz free ou non, rock progressif, funk, soul. Kapak était inspiré par les impertinences de Captain Beefheart, par la créativité débridée de Frank Zappa mêlant humour et excellence instrumentale. Le groupe connut près de 2 ans de vie communautaire ascétique à la campagne, se produisant dans les orchestres de bal locaux ou comme musiciens au studio d’enregistrement « Frémontel » de Jacques Denjean, établi dans une ancienne ferme. Un album de Kapak, inédit à ce jour, y fut enregistré.
En 1971, persuadés que leur avenir s’y situe, François Bréant et Pascal Arroyo partent aux États-Unis vivre presque un an d’errance à New York, Los Angeles et San Francisco où ils fréquentent les musiciens de la scène de l’époque (Blood Sweat and Tears, etc.).

### Nemo
Rentré en France en 1972, François Bréant fonde le groupe Nemo,, avec ses complices Pascal Arroyo et Marc Perru, ainsi que Clément Bailly (batterie) et Manu Lacordaire (percussions, guitare).
NEemo crée une musique hybride de funk, rock progressif et jazz fusion sur des textes en anglais. Le groupe est alors un des acteurs majeurs d’une scène « prog-rock » française très créative. Aux côtés de Magma, Gong, Weidorje, Zoo, Pulsar, Carpe Diem et tant d’autres, ils se battent contre un show business frileux et conservateur pour créer des musiques folles et contribuent au grand chambardement culturel de la génération.
Nemo joue sur toutes les scènes rock de l'époque et enregistre deux albums Nemo (1973) et Doin’ nuthin’ (1975), salués par la presse et les aficionados.
Le groupe se sépare en 1976 du fait de divergences artistiques.

### Albums solo -1rephase
En 1978 puis 1979, François Bréant enregistre sous son nom deux albums de compositions personnelles : Sons optiques (avec entre autres Didier Lockwood), et Voyeur extra-lucide (avec entre autres Klaus Blasquiz) qui sont accueillis avec enthousiasme par la presse spécialisée,,.
Ce répertoire fut joué en public au cours d’une tournée avec Pascal Arroyo, Emmanuel Lacordaire, Félix Blanchard et Guy Khalifa.

### Avec Bernard Lavilliers
En 1976, François Bréant devient musicien d’un Bernard Lavilliers,, encore inconnu du grand public.
Le groupe ainsi constitué pour accompagner Bernard Lavilliers comporte également Pascal Arroyo, Manu Lacordaire (qui sera remplacé par Philippe Leroux en 1980), Patrice Tison (qui sera remplacé par Hector Drand dès 1977), Dominique Mahut.
Pendant sept ans, François Bréant est avec ce groupe un des acteurs de l’ascension de Bernard Lavilliers pour lequel il compose plusieurs morceaux des 8 albums de cette période.
Les concerts sont des triomphes de plus en plus grands et le groupe fait une moyenne de 120 concerts par an. Bernard Lavilliers, qui aime l’improvisation en scène et les musiques d’ailleurs, laisse à son groupe une grande liberté d'expression.

### Réalisation et/ou  des arrangements pour des artistes français et étrangers
Depuis que Bernard Lavilliers a démantelé son groupe initial en 1983, François Bréant se consacre essentiellement à la réalisation et aux arrangements pour des artistes français et étrangers.
En 1985, il réalise les arrangements pour l'album Micro climats de Jean-Pierre Mader qui inclut les énormes succès populaires Disparue, Macumba et Un pied devant l'autre.
Entre 1984 et 2004, François Bréant collabore en tant qu'arrangeur réalisateur clavier et / ou compositeur avec le chanteur Kent pour le single « Un tout petit doute » et trois albums solo Embalao, Tous les hommes et Métropolitain (en coréalisation avec Jacques Bastello). Il en est de même avec Enzo-Enzo pour les quatre albums Enzo Enzo, Deux (incluant le célèbre Quelqu’un de bien), Oui (en coréalisation avec Hervé Marignac) et Paroli, et enfin avec ces deux artistes réunis pour un album en duo Enfin seuls (en coréalisation avec Lionel Dussauchoy).
François Bréant est également arrangeur clavier et vibraphone des tournées de chacun d'eux et de leur spectacle en duo « Enfin seuls ». En 1995, le trio Enzo-Enzo-Kent-François Bréant (en tant qu’arrangeur) remporte la Victoire de la chanson originale pour le titre Juste quelqu'un de bien lors de la cérémonie des Victoires de la musique. Enzo-Enzo gagne également dans la catégorie Victoire de l'artiste interprète féminine.
François Bréant collabore également avec le percussionniste, auteur, compositeur, chanteur et comédien Thomas Dalle pour de nombreux projets de chansons, CD instrumentaux, de tours de Chant, de groupes, d’évènements, de musique de films au long des années 2000.
Depuis 1987 et jusqu'à ce jour, François Bréant a également acquis une grande notoriété comme arrangeur et réalisateur de nombreux albums remarqués d'artistes d'Afrique et d'ailleurs comme Salif Keïta,, Zao, Sékouba Bambino, Thione Seck, Idrissa Soumaoro, Ablaye Thiossane, Sia Tolno, Pierre Akendengué, Edou. Kanjia Kouyaté et Bako Dagnon.

### NEMO C NEMO
En 2013, François Bréant se réunit avec Pascal Arroyo, le guitariste Hector Drand (Lavilliers), et le batteur Kirt Rust (ex Weidorje, etc.) pour faire revivre et développer la musique de NEMO.
Le groupe ainsi ressuscité s'appelle NEMO C NEMO pour ne pas être confondu avec un autre groupe de rock progressif, basé en Haute-Loire, qui a également choisi – probablement par inadvertance - de s’appeler NEMO.
NEMO C NEMO se produit pour la première fois en concert fin janvier 2014 au théâtre de l'Abbaye à Saint-Maur, en première partie du chanteur Michel Naves, avec une set list mélangeant des compositions de la période 1973-76 avec de nouvelles compositions.

### Albums solo -2ephase
Le 3e album solo de François Bréant, La Nuit des Lapins Géants, sorti le 7 juin 2019, est conçu dans le même esprit que ses deux premiers albums solos, parus 40 ans plus tôt.
Son talent de compositeur y éclate au grand jour. Interviewé dans l’émission Tapage nocturne de Bruno Letort sur France Musique le 28 juin 2019, François Bréant revendique une « hybridation des styles », et évoque de la « musique de film inversée : on ferme les yeux quand on l’écoute, et ça doit générer des images » , le journaliste présentant une musique qui « convie l’auditeur à reconstituer son propre scénario comme une sorte de jeu de piste mental ».  
L'album reçoit une critique très positive :
- Jazz Magazine lui décerne 4 étoiles et parle d’un « auteur qui se nourrit de tous les styles pour construire un univers absolument unique » … « à l’instar tant d’un Frank Zappa que d’un André Popp » … « pour proposer des textures inhabituelles sur des compositions réellement originales qui s’inspirent autant du jazz et du « prog » que du classique et du folklore avec une liberté et un pouvoir évocateur hérités de la musique de film ».
- Batteur Magazine de juillet / aout 2019 décrit « un magnifique et inventif album de « pop-psyché-prog-jazz-classico-rock », aussi riche et subtil que la pochette et le livret avec explications de titres poético-humoristiques. Triple A ! ».

Au 12 juillet 2019, trois morceaux de l'album sont entrés dans le iTunes Top 200 Tracks France Jazz Chart.
En plus de la composition et des arrangements, François Bréant y joue des claviers, du balafon, de d'accordéon, des percussions et assure les chœurs, et s’est entouré de Daniel Beaussié (clarinette, clarinette basse), Jean-Lou Descamps (violon, violon alto), Thomas Dalle (percussions électroniques et effets sonores), Nicolas Gueret (saxophone ténor et soprano), et Christian Martinez (trompette, bugle).

### L'arrangeur arrangé
Le livre L'arrangeur arrangé est publié en 2023. François Bréant y raconte avec humour et dérision cent cinquante-deux anecdotes des tribulations de sa vie de musicien sous toutes ses facettes, depuis les bals de province jusqu'aux réalisations prestigieuses. Il y décrit avec un vrai talent de conteur ses réussites et ses échecs dans un parcours qui l'a conduit dans de nombreuses aventures à différents endroits de la planète, en studio ou en concert, avec des interprètes de notoriétés et de talents très divers.
J'ai commencé la musique avec le projet adolescent de devenir aussi riche et célèbre que John Lennon ou Jésus et je ne suis devenu ni l'un, ni l'autre. Tant mieux, car tous les deux ont mal fini" écrit-il dans l'épilogue du livre. Mais il ajoute ensuite : Toute une vie de créations, de rencontres formidables, de voyages, de partages musicaux et humains, de petits et grands bonheurs.

## Discographie

### Avec Cruciferius
- Music Town  (single)
- A nice way of life[4],[1]

### Avec NEMO
- NEMO
- Doin’ Nuthin’

### Albums personnels
- Sons optiques[4],[1],[7],[5]
- Voyeur extra-lucide [4],[1],[7],[5]
- La nuit des lapins géants

### Avec Bernard Lavilliers
- 15° round
- T’es vivant
- Pouvoirs [1]
- O gringo
- Nuit d’amour
- Palais des sports  1980
- État d’urgence
- Voleur de feu

### Avec Enzo-Enzo[11]
- Enzo Enzo
- Deux
- OUI
- Paroli

### Avec Kent
- Un tout petit doute (single)
- Embalao
- Tous les hommes
- Métropolitain
- Deutsche tournée

### Avec Enzo-Enzo et Kent
- Enfin seuls

### Principales collaborations avec des artistes internationaux
- Soro (Salif Keita)[1]
- Koyan (Salif Keita)[1]
- Zunguluké (Quatre étoiles du Caire)
- Jastao (Tullio de Piscopo )
- Earth spirit (Shoukishi Kina)
- Zao (Zao)
- Her’s to the night  (Tsidii Le Loka)
- Sinikan  (Sekouba Bambino)
- Orientation (Thione Seck)
- Köté (Idrissa Soumaoro)
- Djitoumou  (Idrissa Soumaoro)
- Congo life (Kekele)
- Toutati (Bako Dagnon)
- Wamato  (Les amazones de guinée)
- Ablaye Thiossane (Ablaye Thiossane)
- My life (Sia Tolno)
- Album à sortir de Kandja Kouyaté
- Tilaï (Edou)

### Principales collaborations avec des artistes francophones[11]
- Micro climat (Jean-Pierre Mader)
- Énergie bleue  (Maurice Reverdy)
- La paillote bleue  (Danièle Borano)
- Jungles (Daniel Facérias)
- Un walkman dans le désert (Daniel Popp)
- Optimiste (Odeur)
- Fascination (Serge Guirao)
- L’album bleu (Jacques Haurogné)
- Sucré-salé (Michel Fugain)
- Lavil déménage (Philippe Lavil)
- Nu (Allain Leprest)

## Bandes originales de films
- 1987 : Saxo, d’Ariel Zeitoun avec Gérard Lanvin[5]
- 1987 : La Vie Platinée de Claude Cadioux (avec l'Ensemble Kotéba d'Abidjan)
- 1984 : Blanche et Marie de Jacques Renard avec Miou-Miou et Sandrine Bonnaire
- 1981 : Neige de Juliet Berto et Jean-Henri Roger - Prix du cinéma contemporain à Cannes en 1982. Musique cocomposée avec Bernard Lavilliers.
- 1995 : Haut bas fragile de Jacques Rivette
- 2014 : Ceci est mon corps de Jérôme Soubeyrand avec Marina Tomé, Pierre Loup Rajot, Christophe Alévêque

## Musique de séries TV
- 1979 : Le journal de Philippe Lefebvre (6 épisodes de 52 minutes)
- 1980 : La traque de Philippe Lefebvre (6 épisodes de 52 minutes)
- 1981 : La guerre en pays neutre de Philippe Lefebvre (6 épisodes de 52 minutes)
- 1983 : Pablo est mort de Philippe Lefebvre

## Musiques de courts métrages
- Duels de Pierre-Henri Salfati
- Ça ne rime a rien de Claude Duty
- À cœurs ouverts de Béatrice Champanier
- L'Acid de Béatrice Champanier
- Rouge groseille de Béatrice Champanier
- Babai le titan de Martin Fraudreau

## Récompenses
- Victoires de la musique en 1995 en tant qu'arrangeur de Juste quelqu'un de bien de Kent pour Enzo Enzo.

## Sources
- http://www.progarchives.com/artist.asp?id=3752
- (en) « François Bréant / Biography & History / AllMusic », sur allmusic.com (consulté le 28 septembre 2020)
- lou, « François Bréant- Retour sur Cruciferius & Kapak- Entretien », sur blog.com, FUZZINE, 1er octobre 2010 (consulté le 28 septembre 2020)
- « FRANÇOIS BRÉANT - discographie, chroniques, informations », sur amarokprog.net (consulté le 20 avril 2023)
- (en) « François Bréant », sur Discogs (consulté le 28 septembre 2020)
- « Discographie : François BRÉANT (Auteur-Compositeur) », sur encyclopedisque.fr (consulté le 20 avril 2023)